# Fairfield Bay, Arkansas
Fairfield Bay là một thành phố thuộc quận Van Buren, tiểu bang Arkansas, Hoa Kỳ. Năm 2010, dân số của thành phố này là 2338 người.

## Dân số
- Dân số năm 2000: 2460 người.
- Dân số năm 2010: 2338 người.